# Paul Allender
Paul Allender (Colchester, 17 de noviembre de 1970) es un guitarrista profesional británico, más conocido por haber pertenecido a la banda de metal extremo Cradle of Filth. Dejó la banda por segunda vez en abril de 2014. Desde 2010 reside en Minnesota (Estados Unidos) con su esposa.

## Inicio
Paul Allender nació el 17 de noviembre de 1970 en Colchester, Essex, Reino Unido.
A la edad de seis años, su padre lo introdujo a las artes marciales lo que dio lugar a un total estilo de vida para él y para el hogar en que se crio.
Recibió su primera guitarra a la edad de catorce años y solo practicó la guitarra en péríodos escalonados hasta que tuvo diecinueve años debido a que su formación dentro de las artes marciales fue siempre su prioridad. 

## Cradle of Filth
Se incorporó a la banda como guitarrista en 1992 y permaneció hasta 1996. En 1996, Paul abandono Cradle of Filth para unirse a la The Blood Divine y pasar más tiempo con su hijo. En 1998 Paul comenzó a otra banda llamada Primary Slave. En 2000, justo antes de que Primary Slave firmara un contrato discográfico, Paul se reincorporó a Cradle of Filth después de recibir una llamada telefónica de Dani pidiéndole volviera a la banda, junto con el baterista Adrian Erlandsson y el teclista Martin Powell en el álbum de la banda, Midian En el álbum Midian tocó el solo de Amor E Morte, así como en la versión "For Those Who Died", aunque en los conciertos era común que se dividiera el trabajo con Gian Pyres, él componía junto con Martin Powell (con quien antes ya había trabajado en directo) la mayor parte de como irían las canciones, aunque este último se basaba más que nada en el pre-trabajo de Allender.
En el álbum Bitter Suites To Succubi más que nada hizo el requinto, y no incluyó solos
En Damnation and a Day tocó las guitarras junto con Martin Powell
En Nymphetamine él compuso la mayor parte del álbum, pues estaba en una etapa de inspiración (pues además hizo la portada del disco de una banda amiga de él), también en los conciertos de esta época era común que se "luciera" en el escenario, en este álbum Allender metió más solos que en discos anteriores, y en el disco especial que salió del álbum re-adaptó el solo de "Mr. Crowley".
En una presentación con Cradle of Filth en el Festival de Bloodstock en agosto de 2009, un miembro de la audiencia usó un tirachinas disparando al escenario el cual falló a Dani Filth, pero golpeó a Allender en su columna y espalda baja así que fue enviado al hospital lo que provocó el temprano final del concierto.
En abril de 2014, Allender deja una vez más Cradle of Filth, esta vez por falta de tiempo entre sus proyectos paralelos en Estados Unidos y Cradle Of Filth.

## White Empress
En 2013, Allender se involucra en un nuevo proyecto llamado "White Empress." Un EP fue lanzado en enero de 2014. Su álbum debut - Rise of the Empress - fue lanzado a través de Peaceville Records el 29 de septiembre de 2014.

## Arte gráfico
Paul también tiene un proyecto de arte conocido como «Vomitorium: The Dark Art Of Cindy Frey y Paul Allender». También produjo el diseño de arte del álbum Ultraviolent Light de la banda New Project.